# محمدرضا صمدی
محمدرضا صمدی (زادهٔ ‎۱۱ دی ۱۳۴۹) بوکسور اهل ایران بود. وی در بازی‌های المپیک تابستانی ۱۹۹۶ شرکت کرده است.